# Лыкова, Агафья Карповна
Агафья Карповна Лыкова (род. 9 апреля 1945, Хакасская автономная область, Красноярский край, РСФСР, СССР) — сибирская отшельница, крестьянка, из семьи старообрядцев-беспоповцев Лыковых, проживающая на заимке Лыковых в лесном массиве Абаканского хребта Западного Саяна (Хакасия).

## Биография
Агафья Лыкова родилась 9 апреля 1945 г. (многие источники приводят ошибочную дату — 17 апреля 1944 г.) в семье староверов часовенного согласия — Лыковых, бежавших в труднодоступные места сибирской тайги от гонений на веру. Отец — Карп Осипович Лыков, мать — Акулина Карповна. С конца 1930-х годов семья Лыковых жила в полной изоляции от цивилизации. После 1946 года постоянным местом жительства Лыковых стал берег притока Абакана реки Еринат.
Помимо отца и матери, у Агафьи Лыковой были сестра и двое братьев: Савин (ок. 1926—1981), Наталья (ок. 1936—1981), Димитрий (ок. 1940—1981). В семье отшельников-староверов Агафья являлась наиболее грамотной. Ей поручалось проведение домашней церковной службы.
Мать Агафьи, Акулина Карповна, скончалась в 1961 году. Открытие семьи Лыковых для цивилизации состоялось в 1978 году. На заимку Лыковых вышли геологи, исследовавшие этот район Сибири. На момент открытия учёными хутора Лыковых семья состояла из пяти человек. В октябре 1981 года умер брат Агафьи Димитрий, в декабре скончался второй брат Савин, а ещё через 10 дней умерла единственная сестра Агафьи — Наталья.
В течение семи лет Агафья жила вместе со своим отцом Карпом Осиповичем, который скончался 16 февраля 1988 года. После смерти отца Агафья связалась со своими родственниками, отношения с которыми, однако, так и не сложились. В 1990 году Агафья Лыкова переехала в старообрядческий женский монастырь, принадлежащий часовенному согласию, и прошла через чин «накрытия» (пострижения в монахини). Однако по прошествии нескольких месяцев Агафья вернулась обратно, сославшись на нездоровье и идейные расхождения с монахинями часовенного согласия.
С этого момента Агафья практически безвыездно проживает на заимке Лыковых. За это время у неё побывало немало путешественников, журналистов, писателей, представителей религиозных общин разных конфессий. Также у Агафьи жили монастырские послушницы и добровольные помощники, помогавшие по хозяйству. Агафья состояла в переписке с местными властями и нередко просила о помощи.
Губернатор соседней Кемеровской области Аман Тулеев неоднократно распоряжался доставлять отшельнице всё необходимое, а также оказывать медицинскую помощь. В 2011 году Агафья Лыкова обратилась к предстоятелю русской православной старообрядческой церкви митрополиту Корнилию (Титову) с письмом, в котором просила присоединить её к РПСЦ, что и было сделано.
В ноябре 2019 года у Агафьи отыскался и приехал к ней в гости её племянник Антон Лыков.
По соседству с ней какое-то время проживал уже пожилой охотник Ерофей Седов, бывший в составе нашедшей её группы, но потом он по состоянию здоровья не смог ей помогать, и отношения его и Агафьи бывали сложными, а в 2015 году он умер.
11 ноября [2020 г.] стало известно, что Дерипаска помог доставить на вертолёте на заимку Лыковой необходимые продукты и другие вещи, а также соседа, который поможет отшельнице зимой. Пресс-служба заповедника сообщила, что им стал Николай Седов, сын Ерофея Седова, который когда-то был в составе геологической экспедиции, обнаружившей в тайге семью Лыковых, а затем и сам жил на заимке. В 2015 году Ерофей Седов умер.
— Дерипаска решил построить для Агафьи Лыковой новый дом. // РБК. 27 ноября 2020г.
27 ноября 2020 года пресса со ссылкой на публикацию в Facebook Виктора Непомнящего (директора заповедника «Хакасский», где живёт Лыкова) сообщила, что российский предприниматель и миллиардер Олег Дерипаска получил просьбу Лыковой помочь ей со строительством нового дома в тайге, и что представитель бизнесмена заявил о готовности проекта и стройматериалов к отправке.
Весной 2021 года Агафья Лыкова переехала в новый дом, который для неё построили при поддержке Дерипаски. Новый дом отшельницы освятил предстоятель Русской православной старообрядческой церкви — митрополит Московский и всея Руси Корнилий.
При запуске с космодрома Восточный ракет, трассы которых пролегают над Хакасией, создавая возможную (хотя и с мизерной вероятностью) опасность падения отделяющихся частей, Агафью неизменно посещают представители ЦЭНКИ, оповещая о пуске, сообщая о возможности эвакуации (от которой Агафья неизменно отказывается) и заодно привозя «подарки, медикаменты, продукты и предметы, необходимые для жизни в суровом климате и удалённой локации».

## Воззрения
Агафья Лыкова, по примеру старообрядческого учения, считает уединённую жизнь вдали от человеческой цивилизации спасительной для души и тела. Она была крещена в часовенном согласии старообрядчества и приучена к церковному уставу, бытовавшему на Руси до церковного раскола XVII века. Агафья также отвергает многие культурные и бытовые нововведения, появившиеся в России со времён императора Петра I и до наших дней. Однако некоторые запреты, существовавшие у старообрядцев-беспоповцев, Лыкова не признаёт. В частности, в семье Лыковых главным продуктом питания был картофель, употребление которого было строго запрещено в некоторых течениях старообрядчества.
Несмотря на бегство из мира и отшельничество, Лыкова не признаёт старообрядческо-беспоповское учение о царстве духовного антихриста и исчезновения священства (церковной иерархии). Она отмечает, что «если бы священство прекратилось, прервалось, то давно бы и век прекратился. Гром грянул бы, и нас не было бы на этом свете. Священство будет до самого последнего Второго Христова пришествия».

## Оценки
Агафье Лыковой посвящено множество публикаций, книг и репортажей электронных СМИ. Наиболее известным сочинением о судьбе Лыковых и конкретно Агафьи Лыковой является книга журналиста, сотрудника «Комсомольской правды» Василия Михайловича Пескова «Таёжный тупик». Большой документальной и исторической ценностью обладают также сочинения писателя Льва Степановича Черепанова и члена-корреспондента РАЕН, врача Игоря Павловича Назарова.
В советские годы в СМИ нередко появлялись публикации, обвинявшие Лыковых в религиозном фанатизме и невежестве. Современные научные издания рассматривают Агафью Лыкову как один из символов старообрядческого мира.

## Видео и фильмы
- Сериал "Чудотворная" 2017г. (В эфире с апреля 2025г) Художественный, приключенческий сериал.
- Фильм «Жертвенность. МИРЭА у Агафьи Лыковой». 2018 г. Фильм 5-летней работы и съёмок, ежегодных поездок к Агафье Карповне Лыковой студентов-добровольцев.
- Фильм «10 дней в Святой Руси». 2017 г. Студенческая экспедиция в Таёжный тупик к Агафье Лыковой.
- Документальный фильм телеканала «Мир». 2019 г.
- Surviving in the Siberian Wilderness for 70 Years (Full Length) — VICE. 2020 г.[11]
- «Агафья». Документальный фильм телеканала «Россия». 2021 г.[12]. Режиссёр – Павел Селин, сценарий – Дмитрий Разворотнев.
- Добровольцы РТУ МИРЭА навестили Агафью Лыкову в новом доме (2021 г.).
- Таёжные робинзоны. Самоизоляция в тайге. Лесные уроки. (1987 г.).